# Aïn Merane
Aïn Merane là một đô thị thuộc tỉnh Chlef, Algérie. Dân số thời điểm năm 2002 là 37.142 người.